# Paris la nuit (film, 1956)
Pour les articles homonymes, voir Paris la nuit.
Pour plus de détails, voir Fiche technique et Distribution.
Paris la nuit est un film français de court métrage réalisé par Jacques Baratier et Jean Valère, sorti en 1956. 
Ce film documentaire montre les frasques des noctambules dans la capitale.

## Fiche technique
- Titre : Paris la nuit
- Réalisation : Jacques Baratier et Jean Valère
- Scénario : Jacques Baratier, avec la collaboration de Jean Valère
- Photographie : Maurice Barry
- Montage : Leonide Azar et Renée Gary
- Musique : Georges van Parys
- Producteurs : Anatole Dauman, Philippe Lifchitz et Samy Halfon
- Sociétés de production : Argos Films, Como Films
- Pays de production :  France
- Genre : Film documentaire
- Durée : 28 min
- Date de sortie :
  - France : 15 février 1956

## Distribution
- Jean Carmet
- Ginette Garcin

## Récompenses et distinctions
- 1956 : Ours d'or au Festival de Berlin
- 1956 : Prix du mérite au Edimburgh International Film Festival